# Cota tinctoria
Cota tinctoria (роман фарбувальний як Anthemis tinctoria, також роман мархотський як Anthemis markhotensis ≈ Cota tinctoria subsp. tinctoria, також роман Зефірова як Anthemis zephirovii ≈ Cota tinctoria subsp. tinctoria, також Anthemis subtinctoria = Cota tinctoria subsp. tinctoria) — вид рослин з родини айстрових (Asteraceae), поширений у помірних регіонах Європи й Азії.

## Опис
Багаторічна рослина 20–80 см заввишки. Стебло від нерозгалуженого до коротко-розгалуженого, короткошерсте, принаймні зверху, має трав'янистий аромат. Листки чергуються, майже без ніжки. Листові пластини 2-перисто-лопатеві, зверху голі, низ короткошерстий, сіруватий, від малих лопатей до зубчастих листочків. Квіткові голови 2.5–4.5 см, поодинокі, на кінцях гілок. Квітки яскраво-жовті (зрідка блідо-жовті), променеві квіточки язичкові, кінчик 3-зубчастий; дискові квіточки трубчасті, дрібні. Тичинок 5. Приквітки розташовані в багато рядів, волосисті. Плід — коричнева сім'янка 1.8–2.2 мм зі зменшеним папусом, зазвичай 2–2.5 мм. 2n = 18.

## Поширення
Поширений у помірних областях Європи й Азії; натуралізований на Канарських островах, о. Тасманія, на півдні Швеції й Норвегії, у Великій Британії, США й Канаді; також культивується.

## Галерея

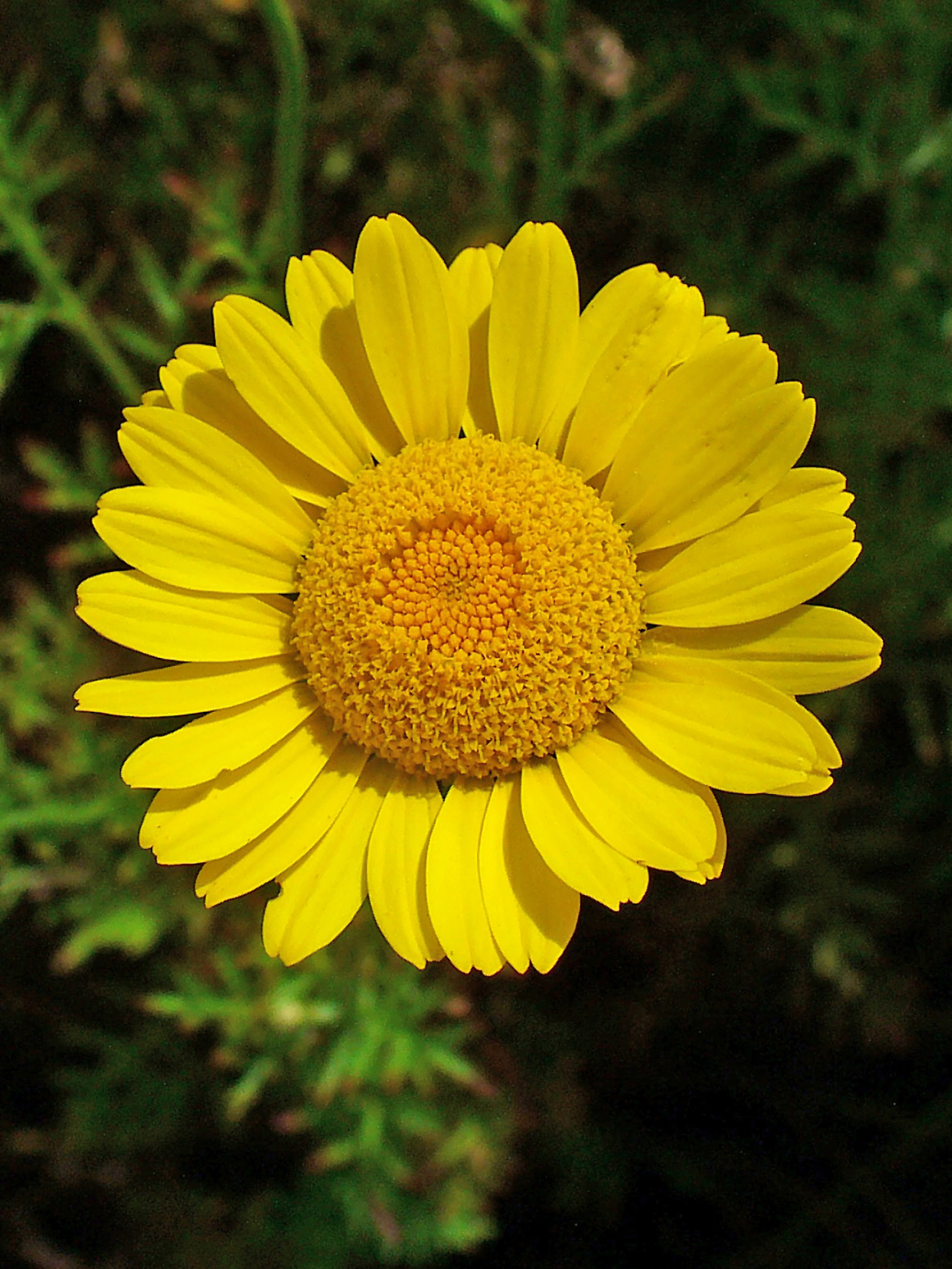
суцвіття
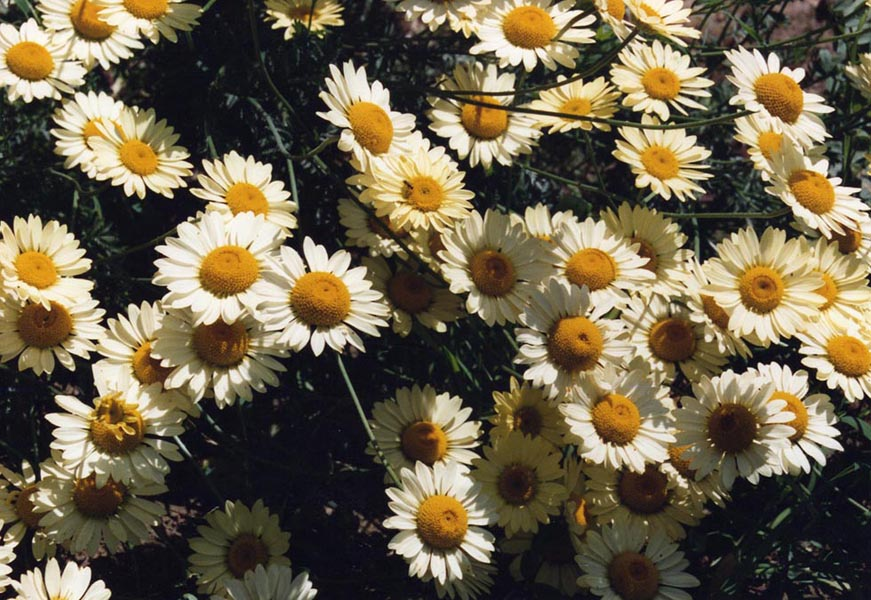
культивовані рослини
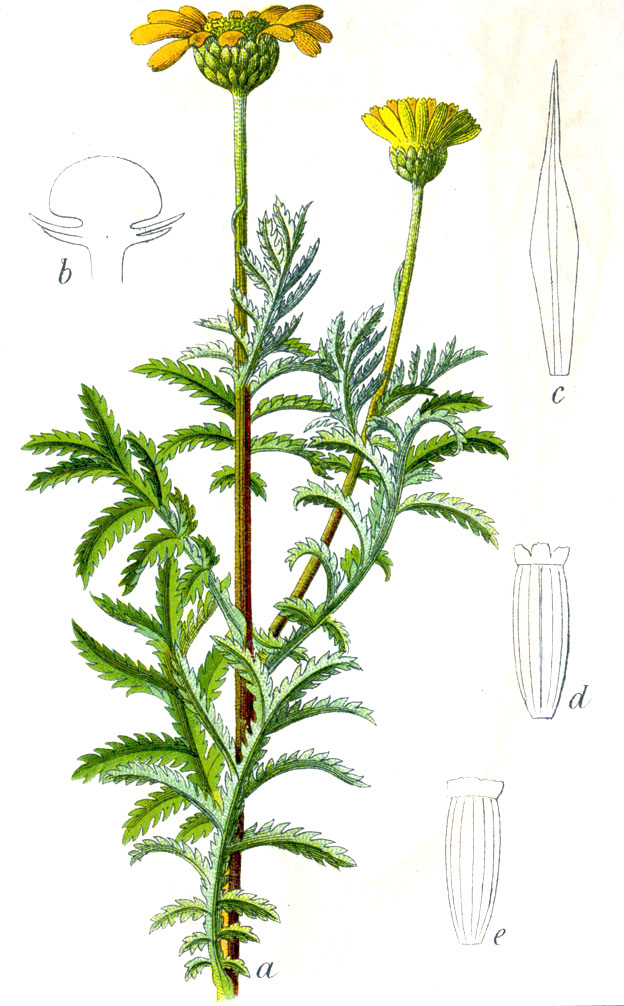
ілюстрація